# Terza battaglia dell'Aisne
La terza battaglia dell'Aisne fa parte delle offensive di primavera lanciate dall'Impero Tedesco nel 1918, ed aveva per obiettivo la conquista del Chemin des Dames prima che il Corpo di spedizione statunitense giungesse in forze in Francia.
Si trattò di un'offensiva di grandi dimensioni, chiamata operazione Blücher-Yorck, dal nome di due generali prussiani delle guerre napoleoniche, ed ebbe luogo dal 27 maggio al 6 giugno 1918. Seguì l'offensiva nelle Fiandre, svoltasi in aprile.

## Antefatti
I tedeschi tennero il crinale del Chemin des Dames dalla prima battaglia dell'Aisne, del 1914, fino al 1917, quando questo venne conquistato dai francesi nel corso dell'offensiva Nivelle.
Erich Ludendorff aveva progettato l'operazione Blücher-York perché pensava che un successo sull'Aisne avrebbe portato le armate tedesche a breve distanza da Parigi. Ludendorff, che considerava proprio avversario principale il British Expeditionary Force riteneva che in questo caso i britannici si sarebbero mossi per proteggere la capitale francese, offrendo la possibilità per una nuova offensiva nelle Fiandre.
Da parte francese il settore era presidiato dalla sesta armata francese, comandata dal generale Denis Auguste Duchêne, oltre a quattro divisioni del IX Corpo d'armata britannico, guidate dal generale Alexander Hamilton Gordon. Esse erano state dislocate lungo il Chemin des Dames – ritenuto un settore tranquillo – per riprendersi dalle perdite subite durante l'operazione Michael di marzo.

## Svolgimento della battaglia
Nelle prime ore del 27 maggio 4 000 cannoni tedeschi iniziarono a bombardare le linee alleate. Soprattutto i britannici subirono perdite molto gravi, provocate anche dalla decisione di Duchene di non ritirarsi di fronte all'attacco tedesco, ma di tentare una difesa avanzata, in difformità dalle istruzioni del comandante in capo francese, Philippe Pétain.
Al bombardamento fece seguito il lancio di proiettili con gas tossici e, quando la nube del gas si fu diradata, cominciò l'attacco delle truppe d'assalto tedesche.
Gli alleati furono colti completamente di sorpresa, e le truppe tedesche riuscirono ad avanzare di 15 chilometri prima che calasse la notte, raggiungendo l'Aisne in meno di sei ore, travolgendo otto divisioni alleate su una linea tra Reims e Soissons e ricacciando gli alleati sino al fiume Vesle. Le truppe dell'Intesa non furono in grado di rallentare i tedeschi prima che questi riuscissero ad avanzare per più di 40 chilometri.
Il 30 maggio l'esercito tedesco vedeva la vittoria a portata di mano, dopo aver catturato più di 50 000 soldati alleati e più di 800 cannoni. Tuttavia, dopo essere giunte a 56 chilometri da Parigi (il 3 giugno), le truppe tedesche vennero rallentate da numerosi problemi, tra cui la carenza di rifornimenti, la stanchezza, e lo scarso afflusso di truppe fresche, oltre ad un gran numero di perdite dovute ai contrattacchi alleati e alla crescente resistenza da parte delle divisioni americane appena dislocate al fronte, che si distinsero nella Battaglia di Bosco Belleau.
Il 6 giugno, in seguito ad una serie di fortunati contrattacchi degli alleati, l'avanzata tedesca venne fermata sulla Marna.

## Conseguenze
I francesi avevano subito perdite per 98 000 uomini, e i britannici per 29 000 Le perdite tedesche furono più o meno equivalenti, se non leggermente superiori. Duchène venne rimosso dal suo comando per la pessima prova data durante l'offensiva. Le truppe americane ebbero il loro battesimo del fuoco.
Ludendorff, incoraggiato dal successo, decise di lanciare un'ulteriore offensiva, culminata nell'seconda battaglia della Marna.